# Права ЛГБТ в Литве
В вопросе соблюдения прав ЛГБТ Литва является самым консервативным государством Прибалтики, и одним из самых консервативных государств Европейского союза.
После распада СССР именно в Литве наиболее долго сохранялось уголовное преследование за мужеложество; и было отменено лишь в 1993 г., как и в России.
Начиная с 2000-х, в Литве, как и в России, нарастает жёсткая реакция консервативной части общества в отношении ЛГБТ. Большинство граждан Литвы по-прежнему относятся к ЛГБТ нетерпимо и неуважительно. Именно с этим, по мнению правозащитников, связаны проявления агрессии и нетерпимости в отношении ЛГБТ в Литве.

## История
Во время нахождения Литвы в составе Российской империи действовало имперское законодательство в составе §§ 995, 996, а позднее — ст. 516 (см. История преследования гомосексуалов в России). По уголовному статуту Литовской Республики 1919 года за добровольные сексуальные контакты между мужчинами полагалось лишение свободы сроком до 3 месяцев. После присоединения Литвы к СССР, на её территории действовали законы СССР об уголовном преследовании гомосексуальных мужчин. После распада СССР этот закон продолжал действовать до 1993 года.
В сентябре 2021 года президент Литвы Гитанас Науседа заявил, что не собирается поддерживать список рекомендаций, составленный представителями ЛГБТ-сообщества.

## Законодательство
В Литве регулярно предпринимаются попытки законодательного ограничения прав ЛГБТ и преследования представителей ЛГБТ. По своему характеру эти попытки имеют большое сходство с происходящим в России, а часто даже опережают российские инициативы.

### Запрет «пропаганды гомосексуализма»
В июне 2009 года Сейм Литвы принял поправки к закону «О защите несовершеннолетних от воздействия отрицательной публичной информации», которые, среди прочего, запрещают публичное распространение среди несовершеннолетних информации о гомосексуальности и бисексуальности. 27 июня президент Литвы Валдас Адамкус наложил вето на закон, указав на противоречие его Конституции, но 14 июля Сейм преодолел его, и закон вступил в силу 1 марта 2010 года. В конце 2010 Сейм Литвы принял на рассмотрение поправки к административному кодексу, устанавливающие наказание за «пропаганду гомосексуализма». Это вызвало жесткую реакцию Европарламента, и 18 марта законопроект был отклонен.

### Однополые браки
В 2019 году Литва официально узаконила однополые браки, заключенные за границей. Однако в самой стране однополые пары не могут расписаться: согласно конституции Литвы, брак — это исключительно союз мужчины и женщины.

### Однополые союзы
В конце марта 2015 года в литовский сейм был внесён законопроект о легализации однополых партнёрств, но был отвергнут ещё на стадии предварительного обсуждения. 26 мая 2021 года сейм Литвы не смог одобрить проект Закона о партнерствах, которые могли бы заключать и люди одного пола. Попытки принятия этого закона продолжились в 2022 г., и в итоге закон преодолел 2 чтения их трёх.  При этом партия «Национальный союз» в качестве антитезы, выдвинула законопроект о признании языческих браков. К сожалению, депутаты партии не разъяснили, почему они думают, что ЛГБТ-сообщество будет против.
17 апреля 2025 года Конституционный суд Литвы предоставил однополым парам право регистрировать свои партнёрства в суде до тех пор, пока Сейм не примет всеобъемлющий закон о зарегистрированных партнёрствах.

### Антидискриминационное законодательство
Вследствие давления Европарламента и активной работы общественных движений, также с 1993 года есть и антидискриминационное законодательство, по которому есть прецеденты правоприменения. В частности ст. 175 УК «о разжигании ненависти» выделяет сексуальную ориентацию как один из критериев уязвимости для «разжигания вражды», а гомофобные намерения принимаются в качестве отягчающего обстоятельства в иных преступлениях
. В 2005 г. принят Закон о равном обращении, запрещающий дискриминацию по признаку сексуальной ориентации в области занятости, образования и доступа к товарам и услугам и в ходе деятельности государственных и
муниципальных учреждений.
В целом, антидискриминационное законодательство Литвы является секторальным, а не комплексным, как в «старых» странах — членах ЕС.

### Права трансгендерных людей
Особенно последовательно власти Литвы преследуют трансгендерных людей, не считаясь при этом даже с решениями ЕСПЧ. В настоящее время Гражданский Кодекс разрешает операции по изменению пола совершеннолетним лицам, не состоящим в браке, в случае если данная операция разрешена по медицинским показателям. Однако законов для регулирования условий и протокола по перемене пола нет. Более того — периодически предпринимаются попытки полностью запретить подобные операции на территории Литвы. В случае же проведения подобной операции, изменение документов происходит только через суд, в связи с отсутствием необходимых законодательных норм.

## Гей-прайды
В связи с интенсивным противодействием местных властей попыткам проведения прайдов, с 2008 года гей-прайды стран Прибалтики объединились в «Балтийский Прайд», который проходит поочерёдно во всех Прибалтийских странах.
В 2009 году шествие состоялось в Риге, в 2011 году — в Таллине, в 2012 году снова в Риге.
Именно в рамках «Балтийского Прайда» в 2010 году, в Вильнюсе, состоялся первый успешный гей-прайд в Литве, сопровождавшийся массовыми демонстрациями противников. В 2013 г. Балтийский прайд прошёл в Вильнюсе повторно, в значительно большем масштабе. С 2016 г. прайд проходит без значительного сопротивления.

## Общественное мнение
В Литве 30 % респондентов соцопроса, проведенного в мае 2021 года компанией Norstat, высказались за легализацию однополых партнерств. При этом 65 % выступили против, а оставшиеся 5 % затруднились ответить.

## Сводная таблица
| Декриминализация однополых отношений                     | Да                    | 1993 год |
| Депатологизация гомосексуальности                        | Да                    | 1997 год |
| Право МСМ быть донорами крови                            | Нет                   |          |
| Антидискриминационные законы                             | Да                    | 2005 год |
| Права на жизнь и безопасность                            | Да                    |          |
| Право на достоинство личности                            | Да                    |          |
| Право на неприкосновенность частной жизни                | Да                    |          |
| Право на справедливое судебное разбирательство           | Да                    |          |
| Право на свободу выражения мнения                        | Да, но есть нарушения |          |
| Право на ассоциации и объединения                        | Да                    |          |
| Право на мирные собрания                                 | Да, но есть нарушения |          |
| Право на медицинское обслуживание                        | Да                    | 2005 год |
| Право на образование                                     | Да                    | 2005 год |
| Право на труд                                            | Да                    | 2005 год |
| Право на изменение гражданского пола                     | Да, но есть нарушения | 1997 год |
| Однополые партнёрства                                    | Нет                   |          |
| Однополые браки                                          | Нет                   |          |
| Право на усыновление детей однополыми семьями            | Нет                   |          |
| Право на усыновление ребёнка партнёра в однополых семьях | Нет                   |          |